# Els misteris de l'Escola de Gendarmeria
Els misteris de l'Escola de Gendarmeria és un telefilm francès de 2021, dirigit per Lorenzo Gabriele i escrit per Philippe Le Dem i Lorenzo Gabriele. És la sisena entrega de la col·lecció de temàtica policíaca Els misteris de.... Es va emetre a la cadena belga La Une el 12 de setembre de 2021, i a France 3 el 25 de setembre, quan va reunir 4,6 milions d'espectadors (22,9% de quota d'audiència). S'ha doblat i subtitulat al català per a TV3.
El rodatge va tenir lloc del 20 de gener al 17 de febrer de 2021 principalment a Ròchafòrt, però també a Geay i La Rochelle.

## Sinopsi
L'Emma i l'Adrien ara són parella. L'Adrien ha d'investigar l'assassinat d'un instructor de l'Escola de Gendarmeria. L'Emma està gelosa de la col·lega de l'Adrien, i després s'uneix a la investigació.

## Repartiment
- Sara Mortensen: Emma Thélier
- Olivier Sitruk: Adrien Klévec
- Élizabeth Bourgine: Françoise Thélier
- Frédéric van den Driessche: Bernard Zorki
- Christelle Reboul: Evelyne
- Bertrand Constant: coronel Bouguet
- Paloma Coquant: Clémentine
- Laurie Bordesoules: Sofia
- Bruce Tessore: Denis River
- Prudence Leroy: Lucie Delgado
- Anne Plantey: Natacha
- David Van Severen: Vincent
- Philippe Le Dem: fiscal
- Léa Blanche Bernard: Marie Galien